# Gamal Abdel-Rahim
Gamal Abdel-Rahim (1924 i Cairo Egypten – 23 november 1988 i Königstein nær Frankfurt am Main Tyskland) var en egyptisk klassisk komponist, lærer og pianist. 
Abdel-Rahim er sammen med Halim El-Dabh, en af egyptens mest anerkendte og kendte komponister. Han er nok mest kendt pgr. af sin symfoni "Osiris" (1974). 
Han kom til Tyskland i 1950, for at studerer musik på Musikhochschule of Heidelberg.
Abdel-Rahim blev i 1959 ansat på det nyåbnede Musikkonservatorium i Cairo, som lærer i teori og harmonilærer, og blev senere lærer i komposition. 
Han har skrevet en symfoni,orkesterværker,balletmusik,operaer etc.
Abdel-Rahim har skolet mange af eftertidens egyptiske komponister.